# David Miguel
David Miguel (Belém, Pará, 29 de dezembro de 1926 - 13 de fevereiro de 2000) foi um sambista e compositor brasileiro. 

## Biografia
Membro da ala de compositores da escola de samba Império de Samba Quem São Eles, foi autor de inúmeros sambas-enredo de sucesso, inclusive o vencedor do carnaval belenense de 1978, sobre o Theatro da Paz, samba esse que foi gravado em coletânea como um dos dez mais belos do Brasil. Militante comunista, chegou a sofrer perseguições políticas, no período da ditadura militar (1964-1985).
Em 1995, foi homenageado pela escola de samba Império de Samba Quem São Eles, com o enredo "David Miguel, a Estrela de Breu". Ainda em 1995, participou de duas faixas do CD do grupo paraense de samba Suvaco de Cobra.
No ano de 1998, recusou-se a desfilar devido à inclusão nas escolas de samba de um trio elétrico para atrair o público. Neste mesmo ano, lançou o CD "Gente a gente", que trouxe composições próprias. O disco que nasceu de um projeto da Prefeitura de Belém.
Nasceu e viveu no bairro do Umarizal (Belém), sendo que no mesmo ano de sua morte a prefeitura de Belém o homenageou atribuindo seu nome ao sambódromo da cidade.

## Discografia
| Ano  | Álbum           | Detalhes                          |
| ---- | --------------- | --------------------------------- |
| 1995 | Suvaco de Cobra | Independente • Formato: CD        |
| 1998 | Gente a gente   | Prefeitura de Belém • Formato: CD |